# USS Boxer (CV-21)
«Боксер» (англ. USS Boxer (CV-21)) — важкий ударний авіаносець США періоду Другої світової війни типу «Ессекс», довгопалубний підтип. Це був п'ятий корабель з такою назвою у флоті США.

## Історія створення
Авіаносець «Боксер» був закладений 13 вересня 1943 року на верфі Newport News Shipbuilding у місті Ньюпорт-Ньюс, штат Вірджинія. Спущений на воду 14 грудня 1944 року, вступив у стрій 16 квітня 1945 року.

## Історія служби

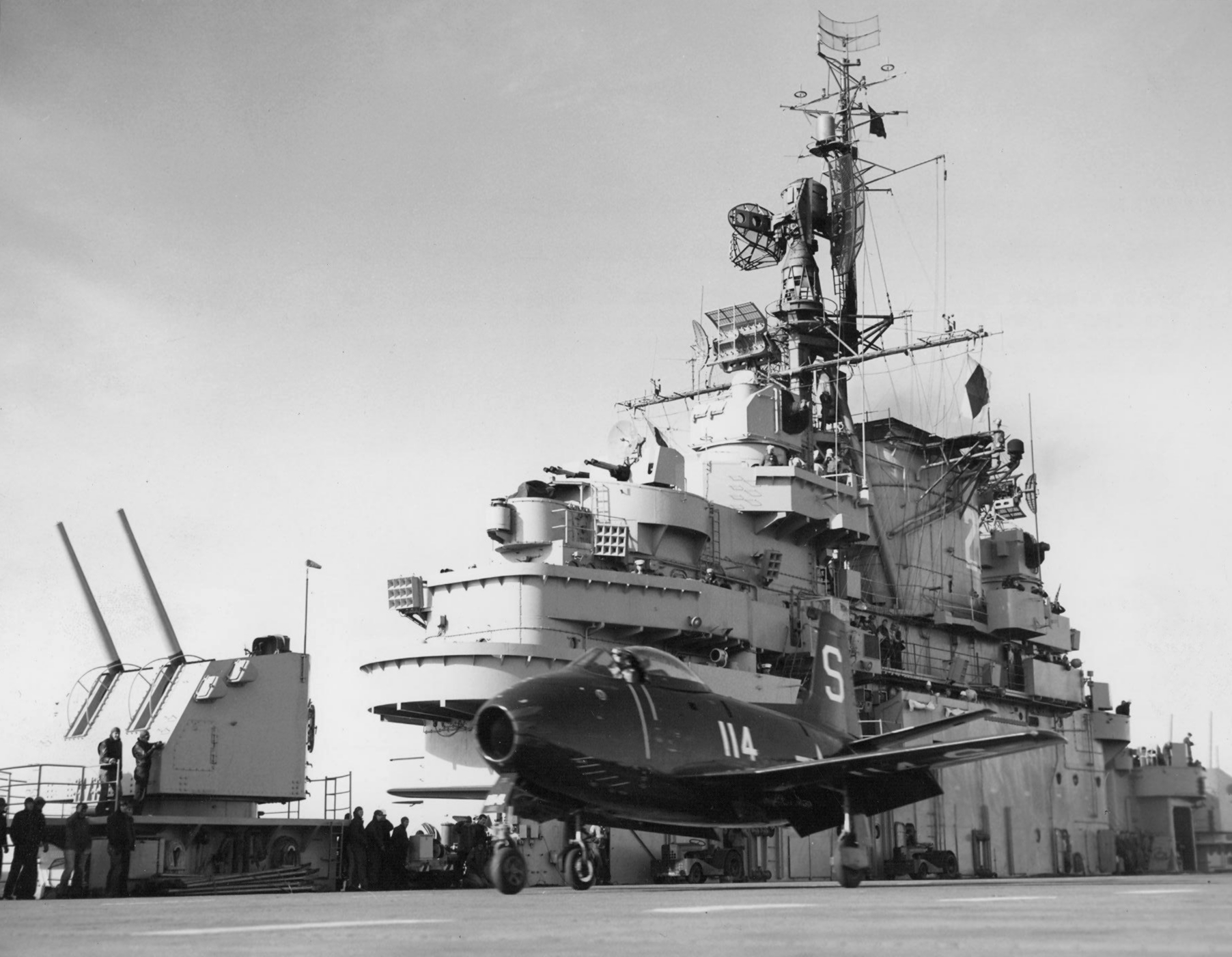
Запуск реактивного літака FJ-1 Fury, 10 березня 1948 року

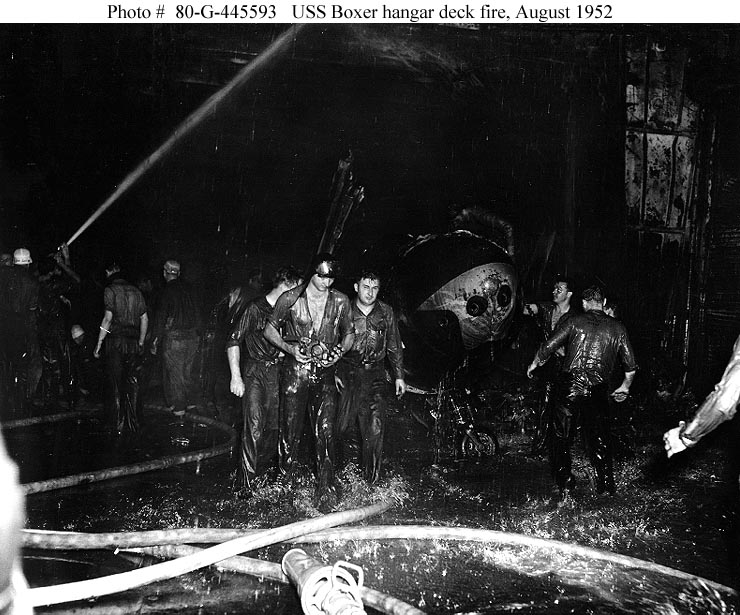
Екіпаж «Боксера» бореться з пожежею, серпень 1952 року

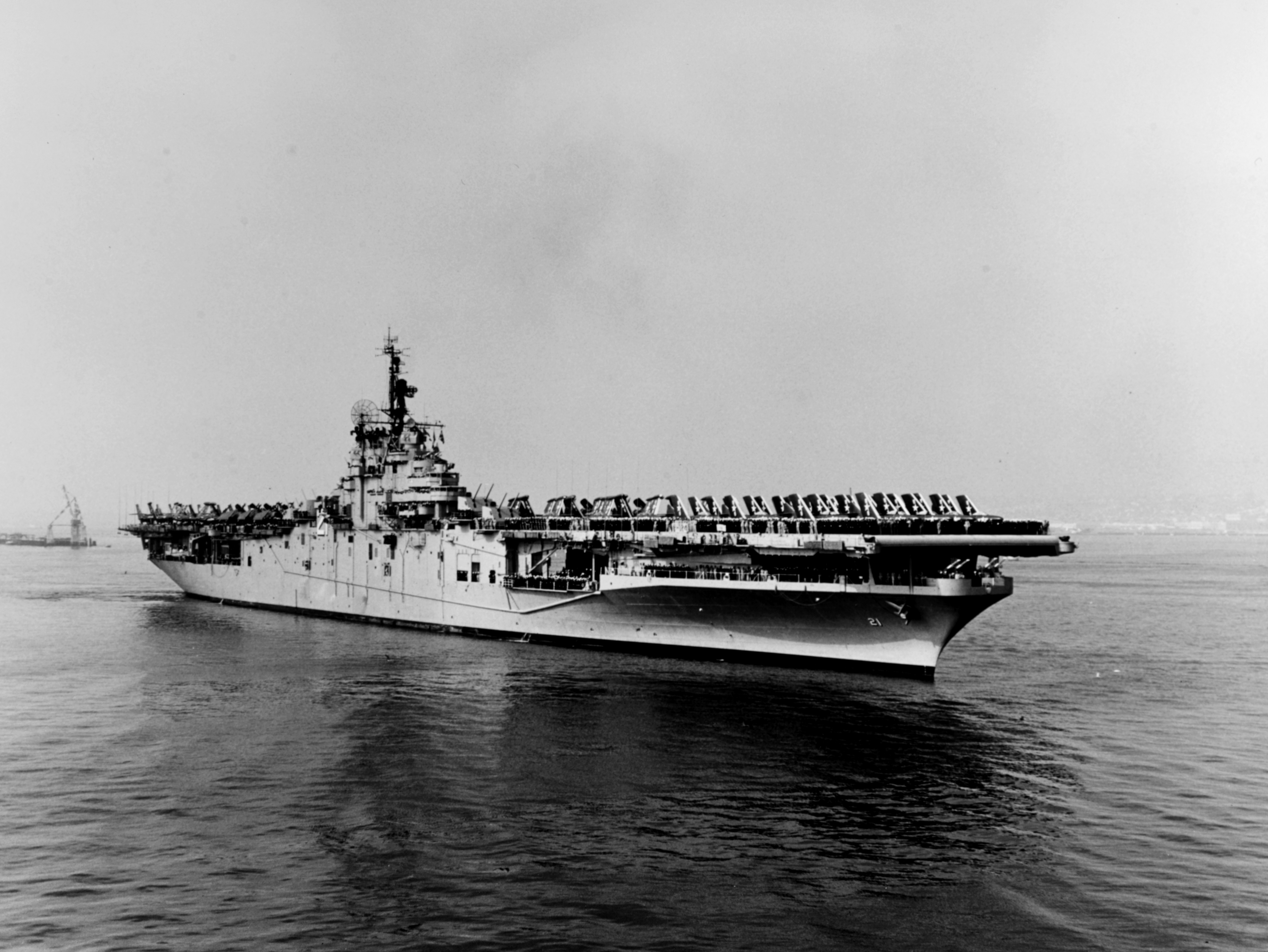
Авіаносець «Боксер» після повернення з Корейської війни, 1953 рік

Авіаносець «Боксер» вступив у стрій занадто пізно, щоб взяти участь у Другій світовій війні та ніс службу на Тихому океані.
10 березня 1948 року на авіаносці вперше були здійснені зліт та посадка реактивного літака FJ-1 Fury.

### Корейська війна
З початком Корейської війни «Боксер» діяв у складі 7-го флоту поблизу берегів Кореї (15.09-22.10.1950). Брав участь в Інчхонській десантній операції (вересень 1950), висадці у Вонсані (жовтень 1950).
Під час другого походу до берегів Кореї (27.03-03.10.1951) брав участь в операції по ізоляції лінії фронту. У грудні 1951 року отримав пошкодження від вибуху бомб власного літака, який упав за борт.
Під час третього походу (10.03-06.09.1952) завдавав ударів по об'єктах транспортної мережі, Чхонджіну (квітень 1952), брав участь в операціях по руйнуванню Суйхунської ГЕС (червень 1952), нафтопереробного заводу в Аоджі (01.09.1952).
28 серпня 1952 року з борта авіаносця вперше був здійснений запуск безпілотних керованих реактивних снарядів.
В серпні авіаносець був пошкоджений внаслідок внутрішнього вибуху випарів авіаційного палива, що викликав пожежу на ангарній палубі.
1 жовтня 1952 року «Боксер» був перекласифікований в ударний авіаносець CVA-21.
Під час четвертого походу до берегів Кореї (12.05-27.07.1953) авіаносець здійснював підтримку сухопутних військ на фронті.

### Післявоєнна служба
Після закінчення бойових дій «Боксер» протягом 1953—1958 років продовжував нести службу на Тихому океані. 1 лютого 1953 року він був перекласифікований у протичовновий авіаносець CVS-21.
У січні 1959 року переобладнаний у вертольотоносець LPH-4. Пройшов модернізацію за програмою FRAM і перейшов в Атлантичний океан.
Після початку війни у В'єтнамі «Боксер» доставив у В'єтнам у вересні 1965 року 1-шу кавалерійську дивізію.

### Участь в космічній програмі
Авіаносець «Боксер» залучався до космічних програм США.
26 лютого 1966 року він забезпечував пошук та повернення командного відсіку безпілотного космічного корабля AS-201, який здійснював безпілотний суборбітальний випробувальний політ за космічною програмою «Аполлон».
16-17 березня 1966 року «Боксер» брав участь у пошуково-рятувальній операції космічного корабля Джеміні-8.

### Завершення служби
1 грудня 1969 року, після 25 років служби, «Боксер» був виключений зі списків флоту і 13 березня 1971 року проданий на злам.